# Route départementale 5 (Puy-de-Dôme)
Pour les articles homonymes, voir Route départementale 5.
La route départementale 5, ou RD 5, est une route départementale du Puy-de-Dôme reliant Royat à Besse-et-Saint-Anastaise.
Cette route est exclusivement de montagne.

## Tracé de la route
http://www.openstreetmap.org/browse/relation/1851634

### Altitudes
L’altitude est supérieure à 900 m après Verneuge (elle est toutefois supérieure à 1 000 m après Saint-Victor-la-Rivière).

## Communes traversées
Cette route ne traverse que quelques communes dont :
- Saint-Genès-Champanelle
- Aydat (Verneuge)
- Murol
- Saint-Victor-la-Rivière
- Besse-et-Saint-Anastaise

### À voir
Liste des curiosités à 5 km aux alentours de la route départementale 5 :
- Circuit de Charade
- Lac d'Aydat
- Saut de la Pucelle à Murol
- Lac Chambon